# Unione dei comuni Montagna Marsicana
L'Unione dei comuni Montagna Marsicana è una unione di comuni della Marsica (AQ) in Abruzzo costituita il 29 marzo 2022 e trasformata da Comunità montana Montagna Marsicana nel nuovo ente di livello sovracomunale con decreto del presidente della Regione Abruzzo n. 50 del 4 ottobre 2022, pubblicato sul Bollettino Ufficiale Regionale n. 169 del 25 novembre 2022.

## Descrizione

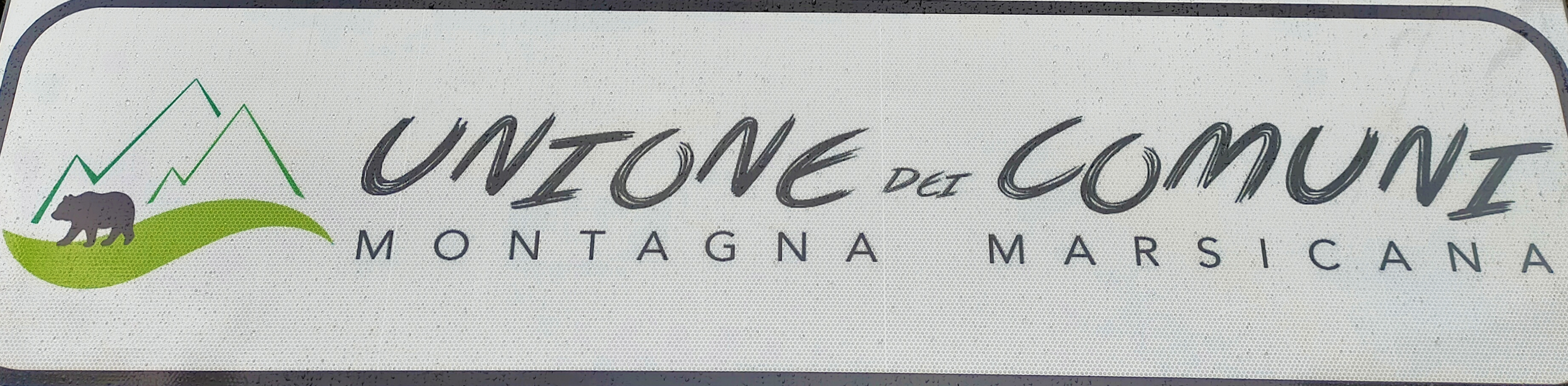
Segnale dell'ente

L'ente è stato costituito formalmente ad Avezzano il 29 marzo 2022 da 34 comuni della provincia dell'Aquila, in Abruzzo, ai sensi delle leggi regionali n. 143 del 17 dicembre 1997 e successive modifiche e integrazioni, n. 10 del 27 giugno 2008, n. 1 del 9 gennaio 2013 e n. 20 del 9 luglio 2016 e successive modifiche e integrazioni. L'atto costitutivo e lo statuto sono stati approvati ai sensi del decreto legislativo 18 agosto 2000, n. 267.
Il 4 ottobre 2022 con decreto n.50 della Regione Abruzzo ha acquisito il patrimonio e le competenze della comunità montana Montagna Marsicana, ente territoriale dichiarato estinto entro la fine del 2022. Nel costituito ente hanno aderito la totalità dei comuni inclusi nella ex comunità montana.

### Comuni
L'unione di comuni è costituita da 34 comuni della Marsica in provincia dell'Aquila per un totale di circa 84 000 abitanti. Il comune di Avezzano non è incluso essendo un ente capofila di ambito distrettuale a sé (ECAD):
- Aielli
- Balsorano
- Bisegna
- Canistro
- Capistrello
- Cappadocia
- Carsoli
- Castellafiume
- Celano
- Cerchio
- Civita d'Antino
- Civitella Roveto
- Collarmele
- Collelongo
- Gioia dei Marsi
- Lecce nei Marsi
- Luco dei Marsi
- Magliano de' Marsi
- Massa d'Albe
- Morino
- Oricola
- Ortona dei Marsi
- Ortucchio
- Ovindoli
- Pereto
- Pescina
- Rocca di Botte
- San Benedetto dei Marsi
- Sante Marie
- San Vincenzo Valle Roveto
- Scurcola Marsicana
- Tagliacozzo
- Trasacco
- Villavallelonga